# Ігнасіо Іглесіас Вільянуева
Ігнасіо Іглесіас Вільянуева (гал. Nacho Iglesias Villanueva; нар. 1 червня 1975, Пуентедеуме, Ла-Корунья) — колишній футбольний арбітр, що судив матчі найвищої іспанської ліги. Член Комітету арбітрів Галісії.

## Кар'єра
До рівня Ла-Ліги підвищився в сезоні 2010—2011 разом з кантабрійським арбітром Хосе Антоніо Тейшейрою Вітьєнесом. Дебютним для нього став матч між командами «Альмерія» та «Реал Сосьєдад» (2-2), що відбувся 13 вересня 2010 року.
Після сезону 2018—2019 опустився до Другого дивізіону. Його останній матч у Ла-Лізі, «Леванте» проти мадридського «Атлетіко» (2-2), відбувся 18 травня 2019 року.

## Ліги
| Ліга               | Країна  | Роки      | Матчі |
| ------------------ | ------- | --------- | ----- |
| Сегунда Дивізіон Б | Іспанія | 1995-2004 | 94    |
| Сегунда Дивізіон   | Іспанія | 2004-2010 | 121   |
| Ла-Ліга            | Іспанія | 2010-2019 | 176   |
| Копа-дель-Рей      | Іспанія | 2004-2019 | 29    |